# موسي درير
موسي درير (بالإنجليزية: Moosie Drier)‏ مواليد 6 أغسطس 1964 في شيكاغو، هو ممثل ومخرج أمريكي بدأ مسيرته الفنية سنة 1972.

## الأعمال
- لاسي
- ذا والتونز
- بيت صغير على المرج
- روابط عائلية
- ديفرنت ستروكس
- هانتر
- يا إلهي!

## روابط خارجية
- موسي درير على موقع IMDb (الإنجليزية)
- موسي درير على موقع قاعدة بيانات الفيلم (الإنجليزية)